# GJ 4274
GJ 4272 is een vlamster met een spectraalklasse van M4.5Ve. De ster bevindt zich 23,6 lichtjaar van de zon.